# Quebrada Carrizal (Turbio)
La quebrada Carrizal es un curso natural de agua que nace en las laderas occidentales de la frontera internacional de la Región de Coquimbo, fluye hacia el oeste por un lecho áspero de un valle estéril hasta desembocar en el río Turbio (Grande).

## Caudal y régimen
La hoya de los ríos Grande, Mostazal, Tascadero, Guatulame, Cogotí, Combarbalá y Pama tienen un régimen nival con influencia pluvial en la parte baja de la cuenca: los mayores caudales se presentan entre octubre y diciembre, debido a los importantes aportes nivales, salvo en la estación Guatulame en el Tome, ubicada en la desembocadura del río homónimo en el embalse La Paloma, que muestra importantes caudales tanto en invierno y primavera. El período de estiaje es común a toda la subcuenca y ocurre en el trimestre dado por los meses de marzo, abril y mayo.: 62 

## Historia
Luis Risopatrón lo describe en su Diccionario Jeográfico de Chile (1924) como una quebrada:: 909 
Carrizal (Quebrada del). Es de corta estension, corre hacia el W i desemboca en la márjen E de la del rio Turbio, del Grande.